# Карлинский, Аврам Ефремович
Аврам Ефремович Карлинский (18 сентября 1923, Козелец, Черниговская губерния — 31 мая 2015, Алма-Ата) — известный ученый, доктор филологических наук, специалист по общему языкознанию, социолингвистике, теории языковых контактов, профессор Казахского университета международных отношений и мировых языков имени Абылай хана. Участник Великой Отечественной войны (1941—1945), вернулся с фронта в звании подполковника. По другим данным, Карлинский был в 1947 году демобилизован в звании капитана

## Образование, ученые степени, звания
В период с 1947 по 1952 гг. обучался на романо-германском отделении Киевского государственного университета им.  Т. Шевченко.
В 1967 году в Минске защитил кандидатскую диссертацию «Очерк немецко-славянских языковых контактов: IX—XI века».
В 1980 году в Киеве защитил докторскую диссертацию на тему «Основы теории взаимодействия языков и проблема интерференции» (специальность: 10.02.19. — Теория языка).
В 1982 году присвоено научная степень доктора филологических наук, а в 1985 году — звание профессора.

## Трудовая деятельность
1952—1954 — школа № 64, учитель немецкого языка.
1954—1957 — отдел учебных заведений управления Амурской ж/д, школьный инспектор.
1957—1970 — преподаватель кафедры, заведующий кафедрой романо-германской филологии, декан факультета заочного обучения Алматинского педагогического института иностранных языков.
1980—1990 — заведующий кафедрой немецкого языка (2-я, специальность).
1990—1994 — заведующий кафедрой немецкого языка и литературы.
1994—2002 — профессор кафедры лингвистической теории и фонетики немецкого языка, профессор кафедры германской филологии.
с 1997 года — член первого в Казахстане диссертационного совета по теории языка (10.02.19) при Казахском национальном университете имени аль-Фараби.
Скончался 31 мая 2015 года, похоронен на Центральном кладбище Алматы.

## Научная деятельность
Автор 116 научных публикаций, в том числе монографии «Основы теории взаимодействия языков» (1990), вышедшей в свет в издательстве «Ғылым» (Академия наук КазССР, Ин-т языкознания). «Его монография последних лет явилась вкладом в национальную филологию и подтвердила высокий уровень научной и педагогической квалификации, что приравнивало Аврама Ефремовича к числу признанных мэтров казахстанской лингвистики»
Профессор Элеонора Дюсеновна Сулейменова в «Очерках о лингвистах» отмечает: «Каков же главный фокус работ А. Е. Карлинского? … это взаимодействие языков в самом широком плане — от типов языковых контактов и видов билингвизма, от когнитивной сути языка и сознания до параметров существования языковой общности, от психолингвистического и социолингвистического понимания языкового чутья и проявлений интерференции до методической типологии учебного материала…»
Его трудовая деятельность в качестве специалиста в области контактологии была связана с созданием первых монографий по теории интеркаляции. Много сил и труда было вложено в разработку теории языковых контактов, где поднимал вопрос о новом подходе к проблеме в условиях казахско-русского двуязычия.
Плодами его неустанных трудов стали на отлично защищенные студенческие дипломные работы, большое количество научных статей и, конечно же, кандидатские и докторские диссертации.

## Труды
1. Карлинский А. Е. Сравнительно-сопоставительное изучение языков: интерференция. — Алма-Ата, 1989
2. Карлинский А. Е. Основы теории взаимодействия языков. — Алматы, 1990
3. Карлинский А. Е. Принципы, методы и приемы лингвистических исследований. — Алматы, 2003
4. Карлинский А. Е. Избранные труды по теории языка и лингводидактике — Алматы, 2007
5. Карлинский А. Е. Методология и парадигмы современной лингвистики. — Алматы, 2009
6. Карлинский А. Е. Взаимодействие языков: билингвизм и языковые контакты — Алматы, 2011